# Kapellbrücke
A Kapellbrücke középkori híd Luzernben (Svájc), a város jelképe és egyik legfontosabb idegenforgalmi látványossága. 
A Kapellbrücke Európa legrégibb és második leghosszabb fedett fahídja, a hosszúsága 204,70 méter. 1365-ben épült, a Reuss folyó két partján elterülő ó- és újvárost kötötte össze. Az eredeti építmény hosszabb volt, és a jelenlegieken kívül a Péter-kápolnát is összekötötte a Hofkirchével. A meder feltöltése során ezt a kb. 75 méternyi részt 1835 körül lebontották. Az oromzatán 111 db háromszögletű festmény található, amelyek a svájci történelem fontos jeleneteit ábrázolják. 
A híd közepén található a város nyolcszögletű víztornya, amely 1300 körül, azaz még a híd előtt megépült. A torony felváltva szolgált őrtoronyként, városi levéltárként, fogdaként és kínzókamraként. Ma emléktárgyakat árusító bolt található benne, illetve a helyi tüzéregylet is itt kapott helyet. 
1993. augusztus 18-án a híd tűzvésznek esett áldozatul, amelyet feltehetőleg egy eldobott cigaretta okozott. A tűz elpusztította a híd nagy részét és 78-at a 111 kép közül. 30 képet 1998-ig sikerült restaurálni. A hidat újjáépítették, és 1994. április 14-én újra megnyitották a gyalogosforgalomnak.
Amikor a hidat 1835 körül lerövidítették, 25 festményt raktárba helyeztek, amelyek Szent Mauritiust, Svájc védőszentjét ábrázolták. Ezeket helyezték el a híd középső részén az újjáépítés után a menthetetlenül megsérült festmények helyére. 
A képsorozat eredetileg 147 táblaképből állt. 1993-ig 147 festmény maradt meg, amelyekből 110 volt kiállítva. A képek szélessége az alapnál 150-181 cm, a magasságuk 85-95 cm. Mindegyik kép három-öt lucfenyőlécből állt, csak kevés készült hárs- illetve juharfából. 
A képsorozat az ellenreformáció korában készült, amikor a  város vezetősége próbálta az evangélikus-református környezetben a katolikus egyházhoz való hűséget hirdetni. Ebben az értelemben a táblaképek propagandisztikusak. A képsorozat ötlete, amelyet képregényként olvasni lehetett, Renward Cysat városi írnoktól származott. A városi tanács minden tagja "szponzorálhatott" egy táblaképet magának és a hitvesének. Az adományozó címerét a kép bal alsó sarkában tüntették fel. A képkereten verssorok magyarázták és egészítették ki a képet. Ez a megoldás egyúttal védett a félreértelmezésektől is. 
A Zürichből származó és Luzernben polgárjogot nyert katolikus festő, Hans Heinrich Wägmann és négy fia kapta a nagyszabású megbízást. Wägmann, a késői reneszánsz képviselője papíron készítette el a képek tervezetét, ezekből néhány vázlat a mai napig fennmaradt.
A híd kicsinyített, valósághű mása a ticinói Swissminiatur makettparkban is látható.